# Šemša
Šemša és un poble i municipi d'Eslovàquia. Es troba a la regió de Košice, a l'est del país.

## Història
La primera referència escrita de la vila data del 1280.

## Demografia
| Godina             | 1994 | 2004   | 2014   | 2024    |
| ------------------ | ---- | ------ | ------ | ------- |
| Nombre de persones | 803  | 730    | 786    | 1020    |
| Diferència         |      | −9,09% | +7,67% | +29,77% |

| Godina             | 2023 | 2024   |
| ------------------ | ---- | ------ |
| Nombre de persones | 1012 | 1020   |
| Diferència         |      | +0,79% |